# Agripino de Alexandria
Agripino de Alexandria foi um Patriarca de Alexandria. Seu patriarcado aconteceu entre 167 e 178.